# 益田就恭

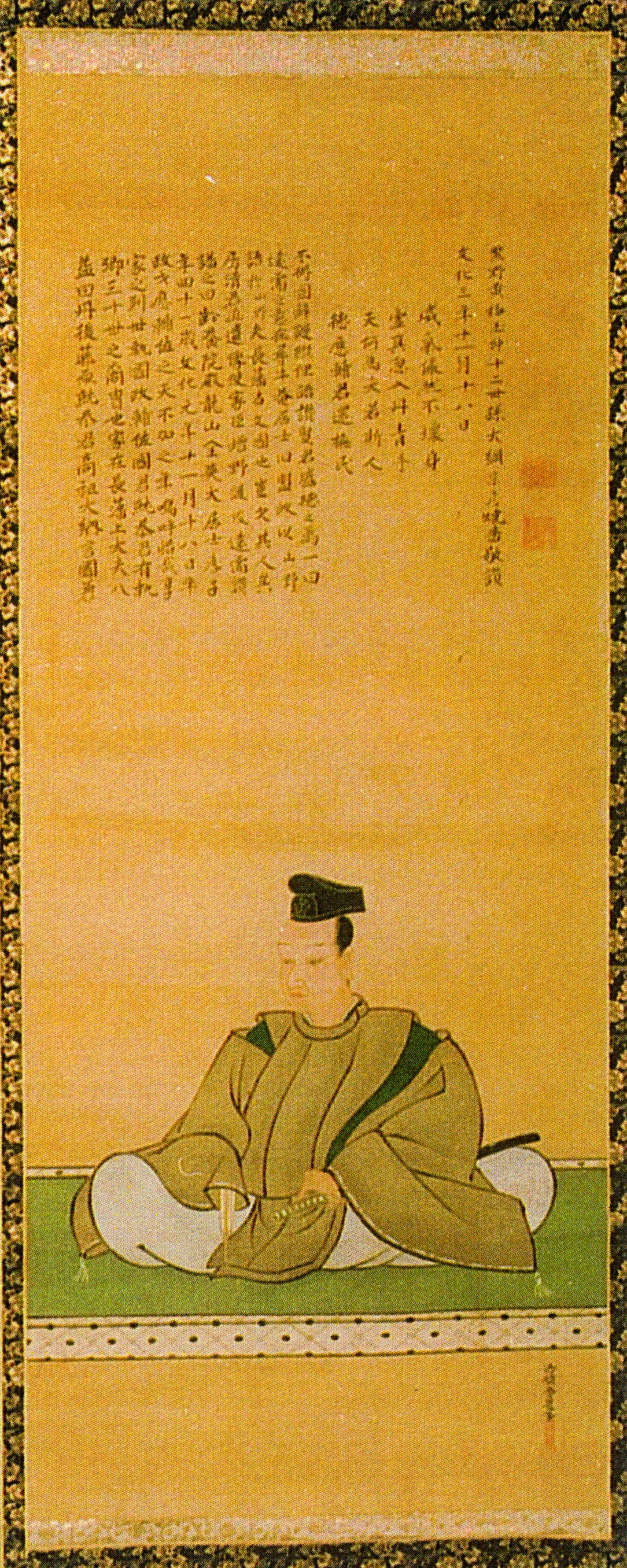
益田就恭

益田 就恭（ますだ たかゆき、明和元年閏12月28日（1765年2月17日） - 文化元年11月18日（1804年12月19日）は、益田家第30代当主。長州藩永代家老・須佐領主益田家11代。
父は益田就祥。母は右田毛利広定（広胖）の養女。正室は阿川毛利就禎の娘。養子に益田房清、益田房清の許婚桑子（実妹）、実弟に佐世親長（ちかなが、娘に益田房清室、養子に佐世元僴）がいる。
通称は越中、安房、丹後。幼名は熊次郎、初め兼恭（かねゆき）を名乗るが、のちに藩主毛利重就（広定の実弟）より偏諱を受け就恭と名乗る。｢就｣の読みが｢たか｣であることから、重就が読みを改めた天明元年（1781年）または翌天明2年（1782年）のことと思われる。1782年には重就が毛利治元（のち治親）に藩主の座を譲っており、弟の親長は治親から偏諱を受けている。

## 生涯
明和元年（1765年）閏12月、毛利家家老益田就祥の子として生まれる。天明4年（1784年）、当職（執政）であった就祥が藩財政再建問題で藩主・治親の不興を買い、隠居を命じられたため、家督相続することとなった。同年、大頭（物頭を統括する役職）となり、藩主毛利治親、斉房に仕えた。寛政2年（1790年）、国元加判役（国元留守居家老）となる。寛政12年（1800年）、病のため、養子に毛利家一門吉敷毛利家から房清を迎え、隠居する。文化元年（1804年）11月18日卒。享年41。
就恭の死で永代家老益田家における益田元祥の男系は途絶え、毛利広定の男系子孫が続くことになる。